# Ratpenat de ferradura del Sudan
El ratpenat de ferradura del Sudan (Rhinolophus eloquens) és una espècie de ratpenat de la família dels rinolòfids. Viu a Etiòpia, Kenya, Ruanda, Somàlia, el Sudan, Tanzània i Uganda. El seu hàbitat natural són coves de la sabana. No hi ha cap amenaça significativa per a la supervivència d'aquesta espècie, tot i que està afectada per la pèrdua d'hàbitat a causa de la conversió de terres per a l'agricultura.